# 3Dフードプリンティング
3Dフードプリンティング（英: 3D food printing(英語版)）は、積層造形技術を用いて食品を層状に積み重ね、立体的に製造するプロセスである。主に食品グレードのシリンジやノズルを使い、形状、カラー、食感、風味、栄養価をカスタマイズ可能。この技術は、個人向け、持続可能性、宇宙探査、フードテック、創造的なフードデザインなど多岐にわたる分野で応用が期待されている。

## 概要
歴史的には、2006年にコーネル大学がマルチマテリアル3Dプリンター「Fab@Home(英語版)」を開発したことが始まりとされ、以降、チョコレートプリンター（2012年、（中国）Choc Edge社）や肉フリーステーキ（2018年、（スペイン）Novameat(英語版)社）など、さまざまなマイルストーンが達成されている。2025年現在、日本でも山形大学古川英光教授による寿司ネタの3Dプリント研究が注目されている。
市場規模については、グローバルインフォメーションのレポートによると、2024年には399.43百万ドル、2025年には478.72百万ドルに達し、2030年には1,221.14百万ドルに成長すると予測されている。 
これは、アジア太平洋市場の急速な成長を反映しており、日本でもフードテック市場を牽引する存在と見込まれる。

## 技術
3Dフードプリンティングの主要な技術としては以下のようなものがある
| 技術名             | 説明                                       | 使用材料                           |
| ------------------ | ------------------------------------------ | ---------------------------------- |
| 押出方式           | 軟らかく高粘度の材料をノズルから押し出し   | チョコレート、ゼリー、魚肉ペースト |
| 選択的レーザー焼結 | 粉末状材料をレーザーで固着                 | 砂糖、チョコレート、タンパク質     |
| バインダージェット | 粉末に液体バインダーを噴射して固着         | 粉末状食品                         |
| インクジェット方式 | 低粘度材料を表面に塗布、ノンコンタクト方式 | ソース、着色料                     |

日本では、山形大学が2021年にレーザー方式の新技術を開発し、食品の粉末を固形化する研究を進めている。また、魚肉ソーセージ（かまぼこ）をベースにした材料を用い、寿司ネタのプリントを可能にしている。

## 歴史とマイルストーン
歴史的なマイルストーンを以下に示す。
- 2006年 - コーネル大学、Fab@Homeを開発（チョコレートなど）。
- 2012年 - （中国）Choc Edge社、商用チョコレートプリンター発売。
- 2018年 - （スペイン）Novameat社、野菜由来の肉フリーステークをプリント。
- 2021年 - 山形大学、レーザー方式の3Dフードプリンター開発。
- 2025年5月 - SusHi Tech Tokyo 2025[6]で山形大学が展示[1]。

これらの進展により、日本でも技術開発が加速している。

## 応用分野
3Dフードプリンティングの応用は多岐にわたる。
- 個人向け - 個々の好みや健康状態に合わせたカスタマイズされた食事を提供。特に高齢者向けの嚥下食や栄養調整食が期待される。Nourishedは2019年10月以来、28種類のビタミンを含むパーソナライズド栄養ガミーを3Dプリントしている。
- 持続可能性 - 食品廃棄物（フードロス）を減らすため、残り物や形の悪い野菜をピューレ化しプリントするUpprinting Food[7]のような取り組みがある。
- 宇宙探査 - NASAは30年間の保存が可能な粉末食品の3Dプリントを研究し、2019年9月には（イスラエル）Aleph Farms(英語版)社が国際宇宙ステーションでステーキを培養・プリントした。
- 肉のバイオプリンティング - 培養肉や植物ベースの代替肉が開発され、2023年にはRevo FoodsがドイツのREWE Groupで3Dプリントサーモンフィレを販売開始。
- 創造的なフードデザイン - ロゴや幾何学模様のプリントが可能で、子供向けやイベントでの利用が広がる。

日本では、特に高齢者ケアや寿司文化への応用が注目されている。

## 課題
3Dフードプリンティングには以下の課題が存在する。
- 構造の強度 - 食品材料はプラスチックより柔らかく脆弱。
- デザインの複雑さ - 食品特性を考慮したソフトウェアの必要性。
- 印刷速度 - 詳細なプリントは3-7分かかり、大量生産に不向き。
- マルチマテリアルの制限 - 多くのプリンターは数種類の材料しか扱えない。
- 安全性 - バクテリアリスクや清潔性の確保が必要。
- 追加の調理が必要 - プリント後、蒸し焼きやフライが必要な場合がある。
- 味・香り・食感の改善 - 感覚的な側面の研究が不足。
- コスト - デバイスは100万円以上で、一般家庭には高価。
- 普及の必要性 - 画期的なアプリケーションの欠如。

これらの課題は、特に日本ではコストと味の改善が普及の鍵とされている。

## 日本の取り組み
日本では、以下の具体的な取り組みが進行中である。
- 研究開発 - 山形大学（工学部 ソフト&ウェットマター工学研究室）は、魚肉ペーストや野菜くずを用いた寿司ネタの3Dプリントを研究。2025年5月の「SusHi Tech Tokyo 2025」で展示し、7月には中高生向けイベント「3Dフードプリンティング・アドベンチャー」を開催予定[8]。
- 商業活動 - id.artsは3Dフードプリンターの販売・レンタル、カスタム開発サービスを提供[9]。また、チョコレートの3Dプリント受注生産も行っている。
- 市場予測 - アジア太平洋市場の成長に伴い、日本でも高齢者ケアや代替肉分野での需要が見込まれる。